# Staro Selo (Czarnogóra)
Staro Selo (cyr. Старо Село) – wieś w Czarnogórze, w gminie Nikšić. W 2011 roku liczyła 327 mieszkańców.